# Henri Parriat
Henri Parriat, né à Montceau-les-Mines le 30 janvier 1910 et mort dans cette ville le 24 décembre 1975, est un archéologue français.

## Biographie
Henri Parriat fit ses études dans sa ville natale. Sa vocation archéologique remonte à 1928, année où il publie dans la revue savante La Physiophile des Notes d'archéologie montcellienne et devient professeur de sciences naturelles et chimie en 1932.
En 1947, il devient le rédacteur principal de La Physiophile, publication éditée par la Société d'études des sciences naturelles et historiques de Montceau-les-Mines, fondée en 1888.
Jusqu'en 1951, cet autodidacte aborde de nombreux domaine : botanique, géologie, zoologie...
À partir de 1951, on le voit sur de nombreux sites archéologiques : à Chassey-le-Camp, à Mont-Saint-Vincent (où il crée le musée archéologique Jean Régnier), dans le Bugey et dans la Vallée des Merveilles. Entre 1962 et 1966, il fouille plusieurs fois sur le mont Dardon, où il met en évidence l'existence d'un niveau de l'Âge du bronze et ouvre ainsi la voie à l'équipe américaine de Carole Crumley de 1976.
Les dix dernières années de sa vie furent surtout allouées au site de production de céramique gallo-romaine de Gueugnon. On le voit aussi œuvrer longuement à La Vineuse, effectuant des fouilles à Villerest.
Il est l'inventeur en 1959 d'une méthode d'identification des essences d'après la structure du bois secondaire dans des échantillons de charbon de bois observés au microscope.
Il fut l'un des membres les plus actifs de La Physiophile, revue de la société savante créée en 1888 à Montceau-les-Mines, bulletin périodique dans lequel il publia quantité d'articles – plus d'une centaine – de 1947 à 1975 (publication intitulée Revue périodique de vulgarisation des sciences naturelles et préhistoriques de « La Physiophile », société d'études d'histoire naturelle de Montceau-les-Mines).

## Décorations
Henri Parriat est porteur de l'Ordre des Palmes académiques et chevalier de la Légion d'honneur.

## Postérité
Le lycée de Montceau-les-Mines où il fit sa carrière professorale porte son nom.